# التدخل الأجنبي في الأزمة الرئاسية الفنزويلية

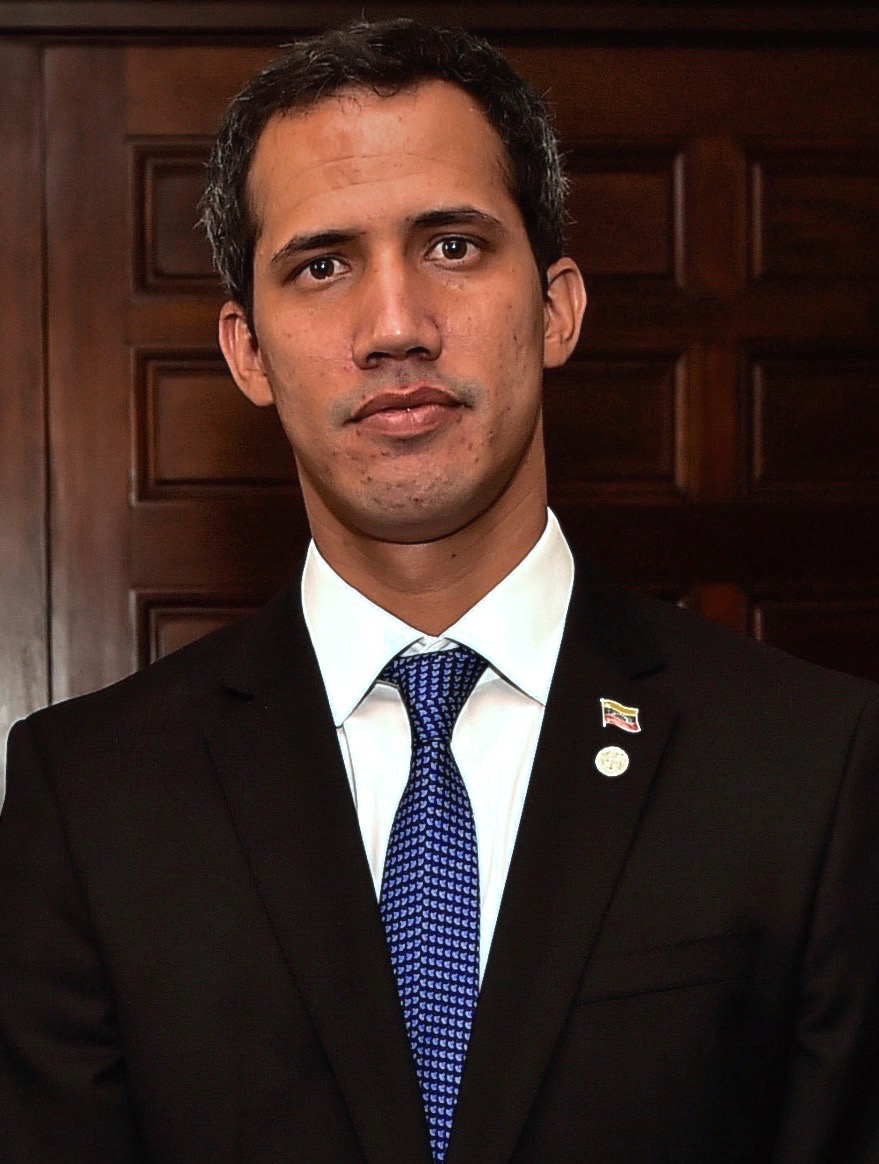
خوان غوايدو في اجتماع مجموعة ليما 2019 - خلال الجلسة الوزارية لأعضاء المجموعة

أثناء أزمة الانتخابات الرئاسية عام 2019، أفادت وكالة أسوشيتد برس نيوز أن «جانبين جيوسياسيين مألوفين» قد تشكلا، إذ تحالفت روسيا والصين وإيران وتركيا وسوريا وكوبا مع مادورو، وتحالفت الولايات المتحدة وكندا ومعظم أوروبا الغربية مع خوان غويدو رئيسًا مؤقتًا. وسط شجبٍ واسع، أقسم الرئيس مادورو قسمه الرئاسي في 10 يناير عام 2019، وأعلن التجمع الوطني أن الرئيس هو رئيسه غويدو، في 23 يناير 2019. زعمت حلفاء نيكولاس مادورو وشخصيات يسارية أن الولايات المتحدة الأمريكية تدخلت في فنزويلا، تقول حكومة مادورو إن الأزمة «هي انقلاب تقوده الولايات المتحدة لتسقط مادورو وتتحكم باحتياطيات النفط في البلد». يرفض غويدو الاتهامات بالانقلاب، ويقول إن وراء حركته متطوعون سلميون.

## خلفية
ادّعى هوغو شافيز أن الولايات المتحدة تدخلت في فنزويلا في عهد رئاسته. في أوائل عام 2015، اتهمت حكومة مادورو الولايات المتحدة بمحاولة الإطاحة به. تصرّفت الحكومة الفنزويلية تصرفات مدروسة لترد على هذه المحاولات المدعاة ولإقناع الشعب أن ادعاءاتها كانت حقيقية. كان من هذه الردود اعتقال أنتونيو ليديزما في فبراير 2015، وإجبار السياح الأمريكيين على متطلبات سفر، وعقد مسيرات عسكرية وتدريبات علنية، «لأول مرة في تاريخ فنزويلا الديمقراطي». بعد إصدار الحكومة الأمريكية عقوبات على سبعة مسؤولين فنزويليين لانتهاكهم حقوق الإنسان، استعمل مادورو الخطاب المعادي للولايات المتحدة لدعم معدلات قبوله. ولكن، تقول عالمة السياسة الفنزويلية إيزابيلا بيكون، إن مزاعم محاولة الانقلاب لم يصدقها إلا نحو 15% من الفنزويليين.
في عام 2016، ادّعى مادورو مرة أخرى أن الولايات المتحدة كانت تحاول دعم المعارضة في محاولة انقلاب. في 12 يناير 2016، هدّد الأمين العام لمنظمة الدول الأمريكية، لويس ألماغرو، بالاحتكام إلى الميثاق الديمقراطي للبلدان الأمريكية، وهي وسيلة استُعملت للدفاع عن الديمقراطية في الأمريكتين عند تهديدها، كان ذلك بسبب منع عضو في التجمع الوطني من أخذ مقعده في المحكمة العليا المنحازة إلى مادورو. دعت منظمات حقوق الإنسان، ومنها مرصد حقوق الإنسان ومؤسسة حقوق الإنسان، منظمة الدول الأمريكية إلى التذرّع بالميثاق الديمقراطي. بعد جدالات أخرى ومحاولة استدعاء مادورو، في الثاني من مايو 2016، التقى أعضاء التجمع الوطني منظمة الدول الأمريكية وطلبوا تطبيق الميثاق الديمقراطي. بعد يومين، في الرابع من مايو، طلبت حكومة مادورو الالتقاء بمنظمة الدول الأمريكية، وقال وزير الخارجية الفنزويلي دلسي رودريغيز إن الولايات المتحدة ومنظمة الدول الأمريكية كانتا تحاولات الإطاحة بمادورو. في 17 مايو 2016 ، في خطاب وطني، وصف مادورو الأمين العام لمنظمة الدول الأمريكية لويس ألماغرو «خائنًا» وقال إنه عمل مع وكالة المخابرات الأمريكية. أرسل ألماغرو رسالة يشجب فيها مادورو، ويرفض اتهامه بذلك.
وصفت إدارة ترمب حكومة مادورو بأنها «ديكتاتورية». عندما التقى قادة أمريكا اللاتينية في جلسة الاثنين وسبعين في الجمعية العامة في الأمم المتحدة، ناقش الرئيس دونالد ترمب احتمال التدخل العسكري للولايات المتحدة في فنزويلا، ولكنهم رفضوا العرض جميعًا. قال ابن الرئيس مادورو، نيكولاس مادورو غويرا، في التجمع الانتخابي الخامس في فنزويلا، أن الولايات المتحدة إذا كانت ستهاجم فنزويلا، فإن «البندقيات ستصل إلى نيويورك، سيد ترمب، وسنصل ونأخذ البيت الأبيض».

## التدخل العسكري
في أوائل عام 2019، عندما كانت قوات كوبية وقوات تدعمها روسيا في فنزويلا، أصبح التدخل العسكري الأمريكي محل تخمين. صرّح مسؤولون رفيعون في الولايات المتحدة أن «كال الاحتمالات على الطاولة»، ولكنهم قالوا أيضًا «هدفنا انتقال سلمي للسلطة». أعلن مادورو أن أموال الدولة استعملت لشراء معدات عسكرية، وقال «سنستثمر استثمارًا كافيًا حتى يكون في فنزويلا كل أنظمة الدفاع ضد الطيران والصواريخ، الأحدث في العالم، ستحوز فنزويلا هذه الأنظمة لأنها تريد السلام».
أعلنت عصابات كولومبية من جيش التحرير الوطني أيضًا التزامها بالدفاع عن مادورو، وصرّح قادة جيش التحرير في كوبا أنهم يسوّدون خططًا لدعم مادورو عسكريًّا. شجبت مؤسسة ريدز في وزارة الشعب الكولومبية أن مجموعات مسلحة من جيش التحرير الوطني والمعارضين من جبهة كارلوس باتينو، بدعم من الشرطة الوطنية البوليفارية والمسؤولين في القوات الرديفة في الشرطة الوطنية، قتلت رجلين فنزويليين، هما إدواردو خوسي ماريرو ولويغي أنجل غويريرو، في احتجاج في مدينة سان كريستوبال الحدودية في ولاية تاكيرا.